# Gewichtheffen op de Olympische Zomerspelen 2016 – Klasse tot 48 kilogram vrouwen
Het gewichtheffen in de klasse tot 48 kilogram voor vrouwen op de Olympische Zomerspelen 2016 vond plaats op zaterdag 6 augustus. Regerend olympisch kampioene was Wang Mingjuan uit China. Zij kwam tijdens deze Spelen niet in actie en kon derhalve haar titel niet verdedigen. 
De totale score die een gewichtheffer behaalt is de som van haar beste resultaten in het trekken en het voorslaan en uitstoten, met de mogelijkheid tot drie pogingen in elk onderdeel. In deze gewichtsklasse doen vijftien atletes mee, afkomstig uit vijftien verschillende landen.

## Records
Voorafgaand aan het toernooi waren dit de wereldrecords en de olympische records.
| Wereldrecord     | Trekken | Yang Lian     | 98 kg  | Santo Domingo | 1 oktober 2006    |
| Wereldrecord     | Stoten  | Nurcan Taylan | 121 kg | Antalya       | 17 september 2010 |
| Wereldrecord     | Totaal  | Yang Lian     | 217 kg | Santo Domingo | 1 oktober 2006    |
| Olympisch record | Trekken | Nurcan Taylan | 97 kg  | Athene        | 14 augustus 2004  |
| Olympisch record | Stoten  | Chen Xiexia   | 117 kg | Beijing       | 9 augustus 2008   |
| Olympisch record | Totaal  | Chen Xiexia   | 212 kg | Beijing       | 9 augustus 2008   |

## Uitslag
| Rang   | Naam                  | Land                   | Groep | Gewicht | Trekken (kg) | Trekken (kg) | Trekken (kg) | Trekken (kg) | Stoten (kg) | Stoten (kg) | Stoten (kg) | Stoten (kg) | Totaal |
| Rang   | Naam                  | Land                   | Groep | Gewicht | 1            | 2            | 3            | Score        | 1           | 2           | 3           | Score       | Totaal |
| ------ | --------------------- | ---------------------- | ----- | ------- | ------------ | ------------ | ------------ | ------------ | ----------- | ----------- | ----------- | ----------- | ------ |
| Goud   | Sopita Tanasan        | Thailand               | A     | 47,91   | 88           | 90           | 92           | 92           | 106         | 108         | 110         | 108         | 200    |
| Zilver | Sri Wahyuni Agustiani | Indonesië              | A     | 47,25   | 82           | 85           | 87           | 85           | 107         | 115         | 115         | 107         | 192    |
| Brons  | Hiromi Miyake         | Japan                  | A     | 47,95   | 81           | 81           | 81           | 81           | 105         | 107         | 107         | 107         | 188    |
| 4      | Beatriz Pirón         | Dominicaanse Republiek | A     | 47,50   | 85           | 87           | 87           | 85           | 102         | 105         | 105         | 102         | 187    |
| 5      | Margarita Jelissejeva | Kazachstan             | A     | 47,72   | 80           | 84           | 84           | 80           | 103         | 106         | 106         | 106         | 186    |
| 6      | Morghan King          | Verenigde Staten       | A     | 47,79   | 80           | 82           | 83           | 83           | 100         | 103         | 103         | 100         | 183    |
| 7      | Chen Wei-ling         | Chinees Taipei         | A     | 47,13   | 75           | 79           | 81           | 81           | 99          | 100         | 100         | 100         | 181    |
| 8      | Iulia Paratova        | Oekraïne               | A     | 47,74   | 84           | 86           | 86           | 84           | 95          | 95          | 98          | 95          | 179    |
| 9      | Roilya Ranaivosoa     | Mauritius              | A     | 47,90   | 73           | 78           | 80           | 80           | 93          | 98          | 100         | 93          | 173    |
| 10     | Zhanyl Okoeva         | Kirgizië               | A     | 47,56   | 68           | 72           | 75           | 72           | 92          | 97          | 101         | 97          | 169    |
| —      | Saikhom Mirabai Chanu | India                  | A     | 47,77   | 82           | 82           | 84           | 82           | 104         | 106         | 106         | —           | —      |
| —      | Vương Thị Huyền       | Vietnam                | A     | 47,84   | 83           | 84           | 84           | —            | —           | —           | —           | —           | —      |